# Власєвська (Виноградовський район)
Власєвська (рос. Власьевская) — присілок в Виноградовському районі Архангельської області Російської Федерації.
Населення становить 9 осіб. Органом місцевого самоврядування до 2021 року було Моржегорське муніципальне утворення.

## Історія
Від 1937 року належить до Архангельської області.
Від 2004 року належить до муніципального утворення Моржегорське муніципальне утворення.

## Населення
| 2002 | 2010 | 2012 |
| ---- | ---- | ---- |
| 25   | ↘8   | ↗9   |